# Силья, Анья
А́нья Си́лья Реги́на Лангва́ген (нем. Anja Silja Regina Langwagen; 17 апреля 1940, Берлин, Германия) — немецкая оперная певица (сопрано).

## Биография
Дебютировала в 15-летнем возрасте партией Розины в «Севильском цирюльнике» Россини. С 1956 года пела в различных немецких театрах, в «Ковент-Гардене» и в США, в частности в «Метрополитен-опера». Участница музыкальных фестивалей (Байрёйтский и другие). Известна в основном исполнением партий в операх Рихарда Вагнера. В 1990 году осуществила в Театре де ла Монне постановку оперы «Лоэнгрин».
Была замужем за немецкий дирижёром Кристофом фон Донаньи.

## Оперные партии
- «Севильский цирюльник» Россини — Розина
- «Волшебная флейта» Моцарта — Царица ночи
- «Летучий голландец» Вагнера — Сента
- «Воццек» Берга — Мари
- «Лулу» Берга — Лулу
- «Саломея» Штрауса — Саломея
- «Тангейзер» Вагнера — Елизавета
- «Человеческий голос» Пуленка — женщина

## Награды
- 1988 — Орден «За заслуги перед Федеративной Республикой Германия»